# Шемалаково
Шемала́ково (рос. Шемалаково, чув. Шăмалак) — село у складі Яльчицького району Чувашії, Росія. Входить до складу Лащ-Таябинського сільського поселення.
Населення — 524 особи (2010; 669 у 2002).
Національний склад:
- чуваші — 99 %